# Dónde vamos a parar (álbum)
Dónde vamos a parar es el segundo álbum de estudio de la banda peruana de rock, Río, lanzado en 1988. En este álbum se destacan los temas que se convirtieron en clásicos de la banda, como "Lo empiezo a odiar", "Todo estaba bien" y "Contéstame".

## Lista de canciones
| Cara A |                                       |               |          |  |
| N.º    | Título                                | Escritor(es)  | Duración |  |
| 1.     | «Lo empiezo a odiar»                  | Pocho Prieto  | 4:34     |  |
| 2.     | «Amor es...»                          | Cucho Galarza | 3:21     |  |
| 3.     | «Mi partido lo hará (Los políticos)»  | Pocho Prieto  | 4:10     |  |
| 4.     | «Contéstame»                          | Cucho Galarza | 3:39     |  |
| 5.     | «Que pasa Guón (Dónde vamos a parar)» | Pocho Prieto  | 6:30     |  |

| Cara B |                       |                            |          |  |
| N.º    | Título                | Escritor(es)               | Duración |  |
| 1.     | «Profesora de inglés» | Pocho Prieto               | 3:33     |  |
| 2.     | «No quiero verte más» | Pocho Prieto               | 4:20     |  |
| 3.     | «Huir de ti»          | Cucho Galarza              | 4:47     |  |
| 4.     | «Todo estaba bien»    | Chachi Galarza, Lalo Tafur | 4:51     |  |
| 5.     | «Superniña»           | Pocho Prieto               | 5:13     |  |